# Epipleoneura machadoi
Epipleoneura machadoi är en trollsländeart som beskrevs av Racenis 1960. Epipleoneura machadoi ingår i släktet Epipleoneura och familjen Protoneuridae. Inga underarter finns listade i Catalogue of Life.